# توفيق عبد العال
توفيق عبد العال فنان تشكيلي فلسطيني (1938-2002) من مواليد عكا. أقام معرضه الأول – وهو طفل في التاسعة في إحدى مدارس عكّا عام 1948، بإشراف أستاذه الرسّام جورج فاخوري. وبعد نكبة 1948 انتقل إلى لبنان ، حيث عاش فيها حتى وفاته عام 2002.

## حياته المهنية
أقام معرضه الأول الذي لفت إليه الأنظار عام 1962 في مدينة عاليه اللبنانية. وفي عام 1963 أقام معرضاً في قرية برمانا اللبنانية . وفي عام 1966 أقام معرضاً في بيروت ( 48 لوحة ). وفي عام 1968 أقام معرضاً في ليبيا ثمّ في دمشق . وفي عام 1971 أقام معرضاً في بغداد ( 30 لوحة زيتية ). وفي عام 1980 ، أقام معرضاً في ليبيا ثمّ في دمشق . وفي عام 1982 ، أقام معرضاً في بيروت بعنوان ( فلسطين في الحلم والألوان ). وفي عام 1993 – أقام معرضاً في صالة الشعب بدمشق وكرّمته نقابة الفنون الجميلة بإقامة ندوة عن فنه . وفي عام 1993 ، أقام معرضاً في مخيم اليرموك.
كان توفيق عبد العال فناناً دائِم القلق، لهذا تنقل بين الواقعية والرمزية والتعبيرية والسريالية ، ومارس الرسم والتصوير والنحت والتخطيط. تزوّج من باكزة الأكحل شقيقة الفنانة تمام الأكحل والنحات أكرم الأكحل.

## روابط ذات صلة
http://www.abdulal.org